# Kumano (Mie)
Kumano (jap. 熊野市, -shi; wörtlich: Bärenfeld) ist eine Stadt in der japanischen Präfektur Mie.

## Geographie
Kumano liegt nördlich von Shingū und südlich von Tsu am Pazifischen Ozean.

## Geschichte
Kumano wurde am 3. November 1954 aus der ehemaligen Gemeinde Kimoto (木本町, -chō) und den Dörfern Arasaka (荒坂村, -mura), Araka (新鹿村, -mura), Tomari (泊村, -mura), Arii (有井村, -mura), Kamikawa (神川村, -mura), Gokyo (五郷村, -mura) und Asuka (飛鳥村, -mura) des Landkreises Minamimuro gegründet.

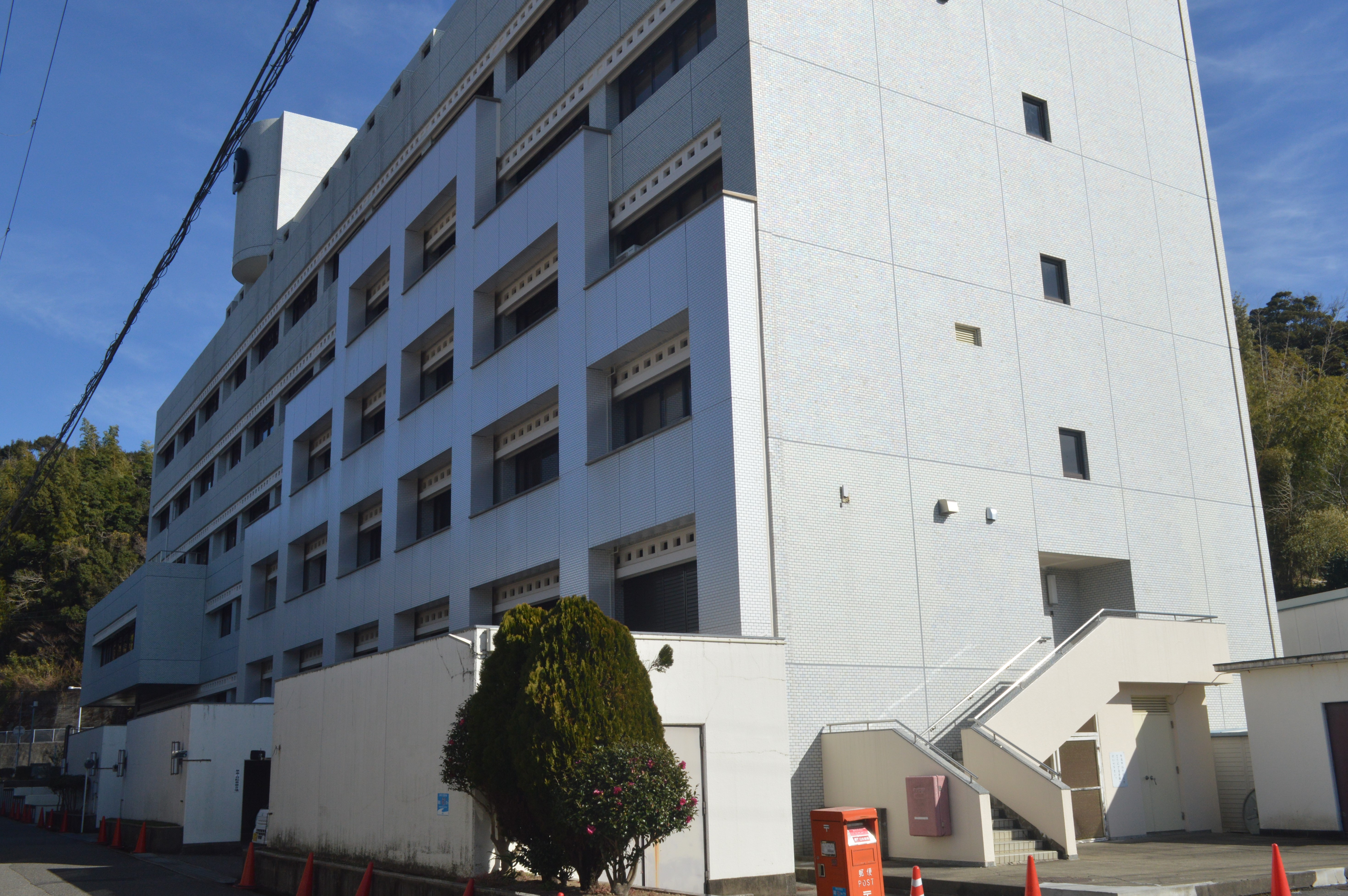
Rathaus

## Sehenswürdigkeiten

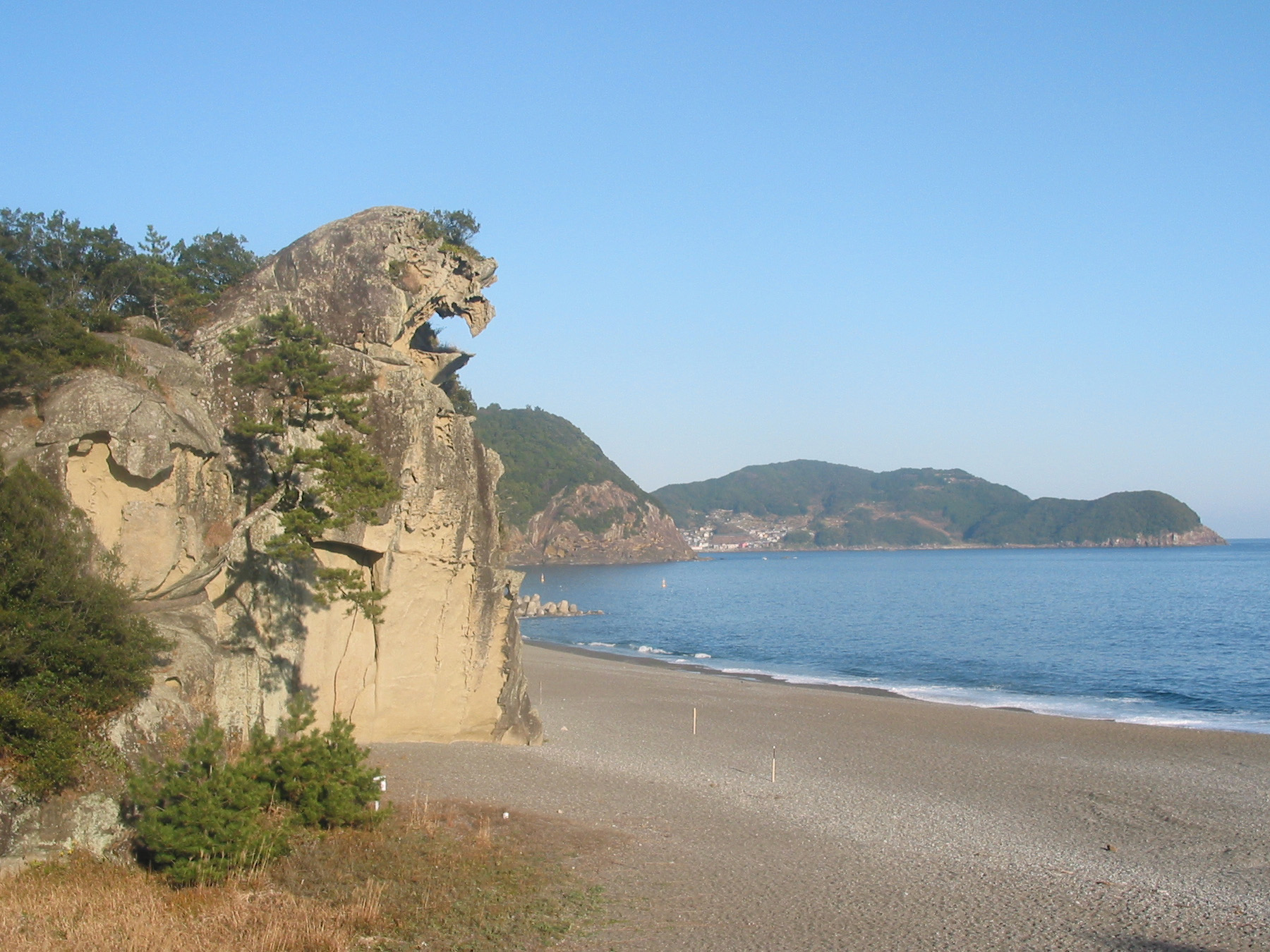
Onigajō

- Onigajō (鬼ヶ城)

## Verkehr
Kumano ist über die Nationalstraßen 42, 169, 309 und 311 erreichbar. Wichtigster Bahnhof ist der Bahnhof Kumanoshi an der Kisei-Hauptlinie von JR Central.

## Städtepartnerschaften
- Bastos, Brasilien, seit 1972
- Sakurai, Japan, seit 1986
- Sorrent, Italien, seit 2001

## Söhne und Töchter der Stadt
- Shigeru Kasamatsu (* 1947), Kunstturner

## Angrenzende Städte und Gemeinden
- Owase
- Kihō
- Shingū